# Joseph Merhi
Joseph Toufik Merhi (Siria, 1º giugno 1953) è un regista, produttore cinematografico e sceneggiatore siriano.

## Carriera
Prima di entrare nel mondo del cinema era proprietario di una catena di pizzerie a Las Vegas; inizia la sua carriera come regista e produttore nel 1986 quando fonda insieme al produttore Ronald L. Gilchrist la compagnia di produzione cinematografica City Lights; nel 1989 però decide di mettersi in proprio e fonda la PM Entertainment Group Inc. assieme al regista e produttore canadese Richard Pepin.
Merhi si è specializzato nel genere dei film d'azione ed ha diretto e prodotto a cavallo tra gli anni 80/90 moltissimi film d'azione e di arti marziali a basso costo che molto spesso sono stati prevalentemente trasmessi in televisione o distribuiti per il circuito direct-to-video tra i quali spiccano Nome in codice: Alexa del 1993 con Lorenzo Lamas, Guardian Angel del 1994 con Cynthia Rothrock, Zero Tolerance del 1995 con Robert Patrick, Giorni di fuoco con Gary Daniels sempre del 1995, Natale di fuoco sempre con Gary Daniels del 1997 e Trappola per il presidente con Michael Madsen e Roy Scheider del 1997.
Come produttore ha prodotto oltre 100 film e serie televisive, e nel 2000 la PM Entertainment Group Inc. è stata prima assorbita dalla The Harvey Entertainment Group e poi acquistata dalla compagnia cinematografica produttrice Echo Bridge Home Entertainment.
Il regista e produttore siriano nella sua carriera ha lavorato sia in veste di produttore e regista con attori come Michael Madsen, Val Kilmer, Tom Sizemore, Tom Arnold, Cynthia Rothrock, Heather Locklear, Lorenzo Lamas, Jeff Fahey, Frank Zagarino, Gary Busey, William Forsythe, Jo Champa, Jill Hennessy, Robert Patrick, e moltissimi altri; inoltre spesso nel girare film d'azione si è avvalso anche della collaborazione di numerosi artisti marziali come ad esempio Jeff Wincott, e Gary Daniels.

## Filmografia

### Regista

#### Cinema
- Mayhem - Disperata ricerca (Mayhem) (1986)
- Hollywood in Trouble (1986)
- Epitaph - Follia omicida (Epitaph) (1987)
- The Killing Game (1988)
- Le belve umane (Fresh Kill) (1988)
- The Newlydeads (1988)
- The Glass Jungle (1988)
- L.A. Crackdown II (1988)
- L.A. Crackdown (1989)
- Poliziotti a Los Angeles (L.A. Heat) (1989)
- Midnight Warrior (1989)
- L.A. Vice (1989)
- Emperor of the Bronx (1990)
- Repo Jake (1990)
- L'ultimo guerriero (The Last Riders) (1992)
- Impatto finale (Final Impact), co-regia di Stephen Smoke (1992)
- Maximum Force (1992)
- Nome in codice: Alexa (CIA Code Name: Alexa) (1992)
- Zero Tolerance (1994)
- Giorni di fuoco (Rage) (1995)
- Natale di fuoco (Riot) (1996)
- Trappola per il presidente (Executive Target) (1997)
- Game of Life (2007)

#### Televisione
- Strade violente (Heat Street) - film TV (1988)
- Night of the Wilding - film TV (1990)
- Tenente Jack - Doppio bersaglio (The Killers Edge) - film TV (1991)
- Il mio amico ninja (Magic Kid) - film TV (1993)
- Per essere i migliori (To Be the Best) - film TV (1993)
- Bersagli mobili (Direct Hit), co-regia di Paul G. Volk - film TV (1994)
- L'ultimo bersaglio (Last Man Standing) - film TV (1995)
- I giustizieri (The Sweeper) (1996)
- L.A. Heat - serie TV, episodi 1x16 (1997)
- The Jadagrace Show - serie TV, 11 episodi (2012)